# يوسف العكروت
يوسف العكروت ولد في 15 نوفمبر 1990 في تونس العاصمة، هو ملاح شراعي (إبحار) تونسي في فئة الليزار والليزر الشعاعي.

## مسيرته
شارك في الألعاب الأولمبية الصيفية 2012 في لندن وجاء في المرتبة 45: 348 نقطة.
سيمثل تونس كذلك في الألعاب الأولمبية الصيفية 2016 في ريو دي جانيرو وجاء في المرتبة 34: 257 نقطة.
ينتمي العكروت منذ شبابه للنادي البحري البنزرتي.

## سجل منافساته

### الدولية
| العام      | المسابقة                  | المكان                | المركز     | حدث        | ملاحظة                               |
| ممثلا تونس | ممثلا تونس                | ممثلا تونس            | ممثلا تونس | ممثلا تونس | ممثلا تونس                           |
| ---------- | ------------------------- | --------------------- | ---------- | ---------- | ------------------------------------ |
| 2011       | ألعاب عموم أفريقيا        | مابوتو، موزمبيق       | 1          | ليزر شعاعي |                                      |
| 2011       | دورة الألعاب العربية      | الدوحة، قطر           | 1          | ليزر شعاعي |                                      |
| 2012       | الألعاب الأولمبية الصيفية | لندن، المملكة المتحدة | 45         | ليزر       |                                      |
| 2014       | بطولة العالم للأشرعة      | سانتاندير، إسبانيا    | 36         | ليزر       | تأهل للألعاب الأولمبية الصيفية 2016. |
| 2015       | البطولة الأفريقية للأشرعة | وهران، الجزائر        | 1          | ليزر       |                                      |
| 2015       | بطولة العالم للليزر       | كينغستون، كندا        | 37         | ليزر       |                                      |

## التصنيف الدولي
أفضل تصنيف دول ليوسف العكروت هو المركز 38 دوليا وذلك في سبتمبر 2016.
| أبريل | أغسطس | ديسمبر |
| ----- | ----- | ------ |
| 561   | 215   | 180    |

| أبريل | يونيو | ديسمبر |
| ----- | ----- | ------ |
| 174   | 245   | 174    |

| أبريل | يوليو | أكتوبر | ديسمبر |
| ----- | ----- | ------ | ------ |
| 150   | 178   | 113    | 125    |

| يونيو | أكتوبر | ديسمبر |
| ----- | ------ | ------ |
| 60    | 58     | 60     |

| فبراير | يونيو | سبتمبر |
| ------ | ----- | ------ |
| 47     | 51    | 38     |

## انجازات رياضية
في أكتوبر 2016 ، عبر البحر الأبيض المتوسط على متن ليزره الذي يبلغ طوله أربعة أمتار في وقت قياسي. غادر الهوارية للوصول إلى مزارا دلفلو في إيطاليا. وبذلك يحطم الرقم القياسي بقطع مسافة 150 كيلومترًا في 17 ساعة و 34 دقيقة.

## روابط خارجية
- يوسف العكروت على موقع أوليمبيديا (الإنجليزية)

- صفحة يوسف العكروت على موقع الاتحاد الدولي للإبحار الشراعي.